# Lithobates chiricahuensis
Lithobates chiricahuensis är en groddjursart som först beskrevs av James E. Platz och John S. Mecham 1979.  Lithobates chiricahuensis ingår i släktet Lithobates och familjen egentliga grodor. IUCN kategoriserar arten globalt som sårbar. Inga underarter finns listade i Catalogue of Life.